# کمیته ملی المپیک افغانستان
کمیتهٔ ملی المپیک افغانستان یک نهاد غیردولتی است که مسئولیت تنظیم و پرورش فعالیت‌های ورزشی افغانستان را به‌دوش دارد. کمیتهٔ ملی المپیک می‌تواند مسابقات ورزشی داخل کشور و خارج را رهبری کند. این کمیته مسئولیت دارد تا ورزشکاران را برای مسابقات ورزشی بین‌المللی، به‌ویژه المپیک جهانی، آماده کند و زمینهٔ حضور آن‌ها را برای کسب مقام و مدال، فراهم سازد. بودجهٔ کمیتهٔ ملی المپیک از طرف المپیک بین‌المللی تادیه می‌شود. این کمیته ارتباط مستقیم با ریاست تربیت بدنی معارف، تحصیلات عالی، پوهنزی تربیت بدنی، ریاست تربیت بدنی اردو و پولیس دارد. رئیس کمیتهٔ ملی المپیک از طرف فدراسیون‌های ورزشی برای چهار سال انتخاب می‌شود. هم‌اکنون رئیس این کمیته محمد ظهیر عقبا می‌باشد.

## تاریخچهٔ کمیتهٔ ملی المپیک افغانستان
در سال ۱۳۱۳ خورشیدی بر بنیاد هدایت محمد ظاهر شاه، پادشاه پیشین افغانستان، انجمن ورزش در چارچوب اردو (وزارت حرب) ایجاد شد. این اداره در سال ۱۳۱۴ خورشیدی در تحت اداره صدارت افغانستان به نام ریاست ورزش و حفظ‌الصحه مسما گردید. براساس منشور کمیتهٔ بین‌المللی المپیک، افغانستان در سال ۱۹۳۴ میلادی، پنج رشتهٔ فعال ورزشی‌اش را مانند: (فوتبال، پهلوانی، هاکی، اتلتیک خفیفه و ثقیله) را به کمیته معرفی نمود. به تاریخ ۲۵ سرطان ۱۳۱۳ خورشیدی برابر با سال ۱۹۳۴ میلادی کمیتهٔ المپیک افغانستان در جمع خانوادهٔ المپیک بین‌المللی پیوست؛ و در سال ۱۳۱۵ خورشیدی برابر با ۱۹۳۶ میلادی ریاست ورزش و حفظ‌الصحه به نام کمیتهٔ ملی المپیک شناخته شد. در فرجام در سال ۱۳۶۲ خورشیدی به نام ریاست عمومی تربیت بدنی و سپورت و کمیتهٔ ملی المپیک ایجاد شد که مقررهٔ آن از طریق وزارت عدلیهٔ افغانستان وقت در جریدهٔ رسمی شمارهٔ مسلسل ۶۳۶ سال ۱۳۶۶خ به نشر رسیده است. ورزشکاران افغان برای نخستین بار در رشته‌های هاکی و دوش ۱۰۰ متر در سال ۱۹۳۶ میلادی در یازدهمین دور بازی‌های المپیک که در برلین آلمان برگزار گردید شرکت ورزیدند که ورزشکاران هاکی افغانستان به مقام سوم دست یافتند.
کسانی که از سال ۱۳۱۴ خورشیدی تاکنون مسئولیت رهبری ریاست عمومی تربیت بدنی و سپورت، کمیتهٔ ملی المپیک را داشته‌اند به قرار ذیل‌اند: محمد یعقوب خان، شهزاده محمد یوسف، محمد فاروق سراج مشهور به سردار آغا، محمد کریم سراج، عبدالوحید اعتمادی، عبدالغفار حسنی، انجنیر نصیر احمد، محمد انور جگدلک، مطمئن، مولوی قلم الدین و محمد ظهیر عقبا به عهده گرفته‌اند.